# Estanys Gelats (Contraix)
Els Estanys Gelats de Contraix són uns petits llacs i basses que es troben en el terme municipal de la Vall de Boí, a la comarca de l'Alta Ribagorça, i dins del Parc Nacional d'Aigüestortes i Estany de Sant Maurici.

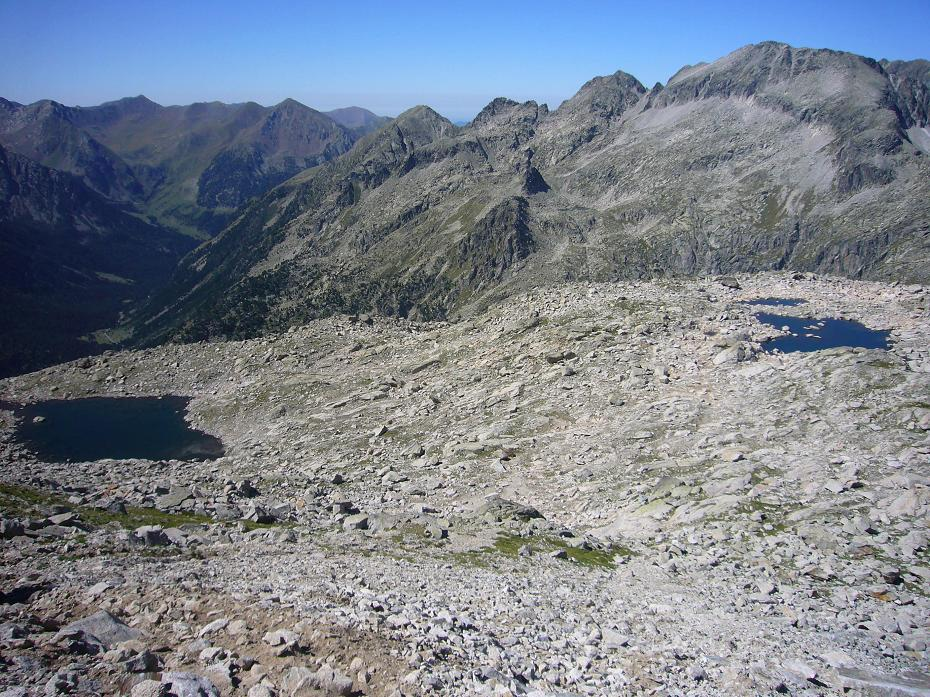
Vista dels dos dels Estanys Gelats de Contraix més orientals

Els quatre estanys, d'origen glacial, estan situats, d'oest a est, a: 2.678, 2.730, 2.702 i 2.686 metres. Es troben en l'extrem nord-oriental de la Vall de Contraix, als peus de la carena que pel nord limita amb el Circ de Colomèrs de la Vall d'Aiguamog: Pic Oriental, Tuc Blanc, Agulha deth Gran Tuc i Gran Tuc de Colomèrs.

## Rutes[5]
Remuntant per la Vall de Contraix: ascendint pel camí que travessa la vall, i abandonant-lo abans d'arribar a l'Estany de Contraix, per anar a buscar el Gran Tuc de Colomèrs al nord-est.